# Hedenstierna
Ej att förväxla med adliga ätten Hederstierna.
Hedenstierna är en svensk adelsätt, härstammande från bergsmannen och brukspatronen i Hedemora Per Larsson. Efter hemstaden tog hans barn sig efternamnet Hedengran. Sonen Isak Hedengran (1663-1741), som blev överste och tygmästare vid artilleriet i Fredrikshamn adlades 1707 med namnet Hedenstierna. Släkten introducerades 1723 på riddarhuset som adlig ätt nummer 1753.
Enligt offentlig statistik tillgänglig i oktober 2016 var 46 personer med efternamnet Hedenstierna bosatta i Sverige.

## Personer med efternamnet Hedenstierna
- Alfred Hedenstierna (1852–1906), tidningsman och författare med signaturen Sigurd
- Bertil Hedenstierna (1913–1994), författare, lärare och kulturgeograf
- Ernst Hedenstierna (1847–1943), ämbetsman och politiker
- Hugo Hedenstierna (1836–1916), häradshövding och politiker
- Charlotte Hedenstierna-Jonson (1971–), forskare i arkeologi vid Uppsala universitet